# هيبياس الأثيني
هيبياس الأثيني (باليونانية: Ἱππίας ὁ Ἀθηναῖος)‏ هو أحد أبناء بيسيستراتوس، وكان طاغية أثينا في القرن السادس قبل الميلاد.
خلف هيبياس أباه بيسيستراتوس عام 527 قبل الميلاد. وكان شقيقه هيبارخوس، والذي حكم بالاشتراك معه، قد قتل على يد هارموديوس وأريستوجيتون عام 514 قبل الميلاد. قام هيبياس بإعدامهما وأصبح حاكما متعصبا وقاسيا. إلا أن قسوة هيبياس أوجدت الاضطرابات بين رعاياه. وعندما بدأ يفقد السيطرة سعى لتأمين الدعم العسكري من الممالك الفارسية إلى الشرق. وتمكن من تشكيل تحالف بتزويج ابنته أرخيديكي إلى أيانتيدس بن هيبوكلوس، طاغية لامباسكوس. وقد ساعدت هذه العلاقة بتسهيل وصوله إلى بلاط داريوس في سوسا.
كانت أسرة ألكمايون الأثينية، والتي نفاها بيسيستراتوس عام 546 قبل الميلاد، أعربت عن قلقها إزاء تحالف هيبياس مع الطبقة الحاكمة الفارسية، وبدأوا يخططون لغزو أثينا وتنحيته. قام كليومينس الأول ملك إسبرطة بغزو أثينا في عام 510 قبل الميلاد وحاصر هيبياس في الأكروبوليس. كما أخذوا أطفال عائلة بيسيستراتوس كرهائن، واضطر هيبياس إلى ترك أثينا حتى يعودوا إليه بأمان. تم طرده لاحقا من أثينا في نفس السنة.
رأى الاسبرطيون لاحقا أن إبقاء أثينا حرة وديمقراطية سيشكل خطرا على سلطة اسبرطة، وحاول أن يتذكر هيبياس وإعادة تأسيس الاستبداد. فر هيبياس إلى بلاد فارس، وهدد الفرس بمهاجمة أثينا إذا لم يقبلوا بهيبياس حاكما. ومع ذلك فضل الأثينيون البقاء في الديمقراطية رغم لتهديد من بلاد فارس. بدأت الثورة الإيونية بعد ذلك بوقت قصير. تم إخمادها عام 494 قبل الميلاد، ولكن داريوس الأول كان عازما على معاقبة أثينا لدورها في الثورة. في عام 490 قبل الميلاد كان هيبياس لا يزال في خدمة الفرس، وقاد جيش داريوس إلى ماراثون في اليونان. وفقا لهيرودوت، فقد حلم هيبياس أن الفرس سيهزمون، وهو ما حدث عندما هزموا في معركة ماراثون، رغم أن العديد من النصوص التاريخية ترى أن هيبياس رأى العديد من بشائر النصر على الجانبين.